# 양녕로

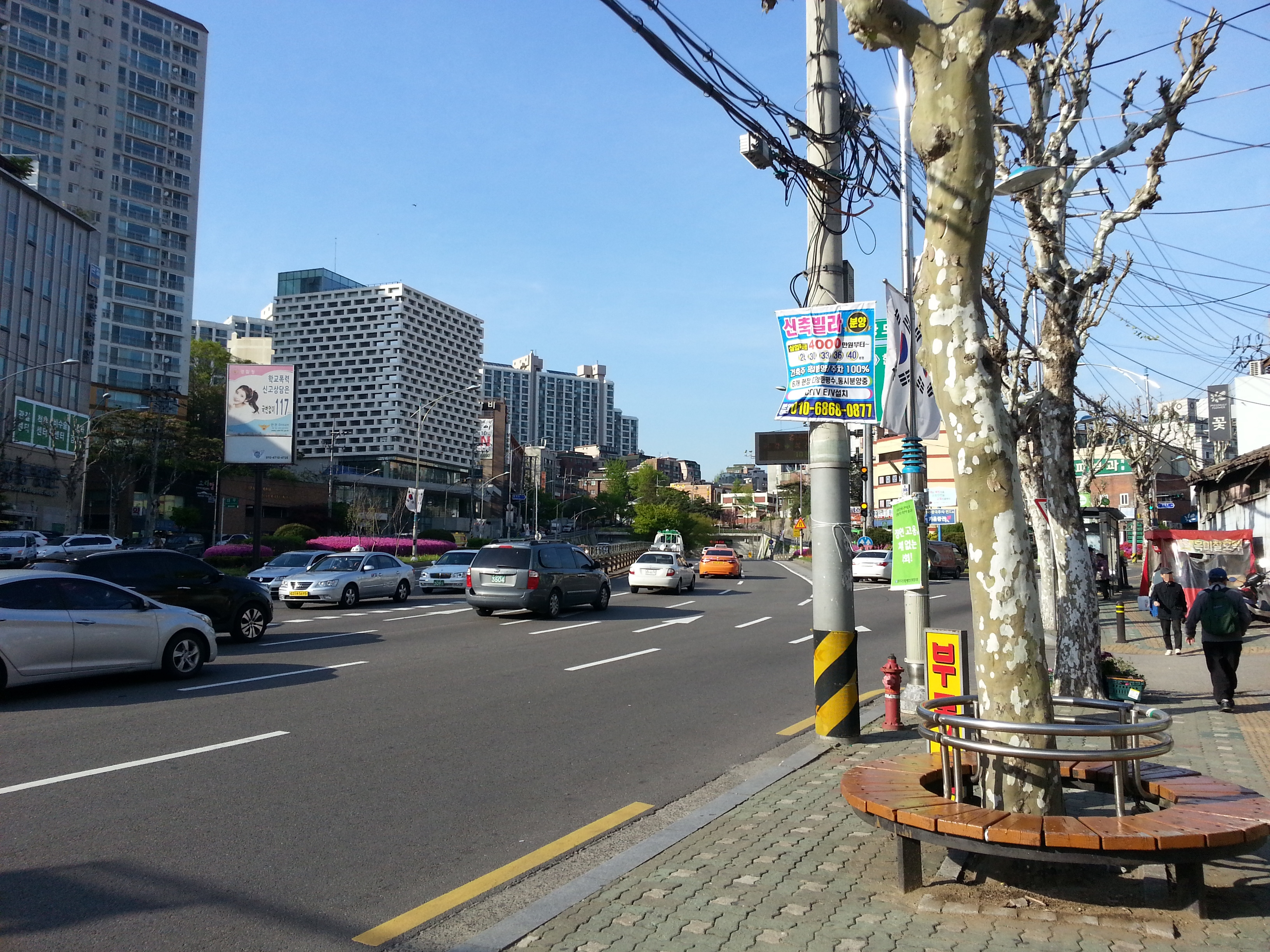
상도터널 입구

양녕로(讓寧路)는 서울특별시 관악구 봉천동 남부순환로에서 국사봉터널을 거쳐 서울특별시 용산구 이촌동 한강대교 북단에 이르는 남부순환로 4차선 도로이다. 양녕로는 이 길의 인근에 조선 태종의 장남인 양녕대군의 사당과 묘가 있는 데서 유래되었다.

## 전해오는 이야기
과거에는 동작구 흑석동에 있던 고개로서, 관악구 봉천동 호리목 마을에서 상도동으로 넘어가는 능고개가 있었는데 현재는 흑석동주민센터에서 노량진으로 넘어가는 길로 바뀌었다가, 노량진에서 한강대교로 넘어가는 길로 변경되었다.
이 고개를 넘어가면 상도동 산65-42번지와 217-1번지에 양녕대군의 묘소와 사당인 지덕사(至德祠)가 있다는 데서 유래된 이름으로 지덕사를 능으로 오인하여 생긴 이름이다. 호리목은 현재 성현동에서 은천동에 걸쳐 있던 마을로서 현대시장 일대인데 지형이 호리목처럼 오목하게 생긴 데서 유래하였다.
지덕(至德)이란 중국 주(周)나라 때 태왕(太王)이 맏아들 태백과 둘째아들 우중을 건너뛰어 셋째아들 계력에게 왕위를 물려할 때 태백과 우중 두 형제는 부왕의 뜻을 헤아려 삭발하고 은거하며 왕위를 사양했다.
훗날 공자(孔子)가 태백은 지덕, 우중은 청권이라고 칭송하였다. 이러한 고사를 바탕으로 양녕대군을 모시는 사당을 지덕사, 효령대군을 모시는 사당을 청권사라 하였다. 지덕사는 중구 도동 관왕묘 맞은편에 있다가 1912년 현위치로 옮겼다고 전한다.

## 역사
- 불명: 신상도초교~장승배기역 구간을 장승배기로와 통합
- 1996년 7월 1일: 국도 노선 변경으로 인해 한강대교 구간이 국도 제1호선 지정 해제[2]
- 2021년 12월 24일: 신상도지하터널 개통[3]

## 노선

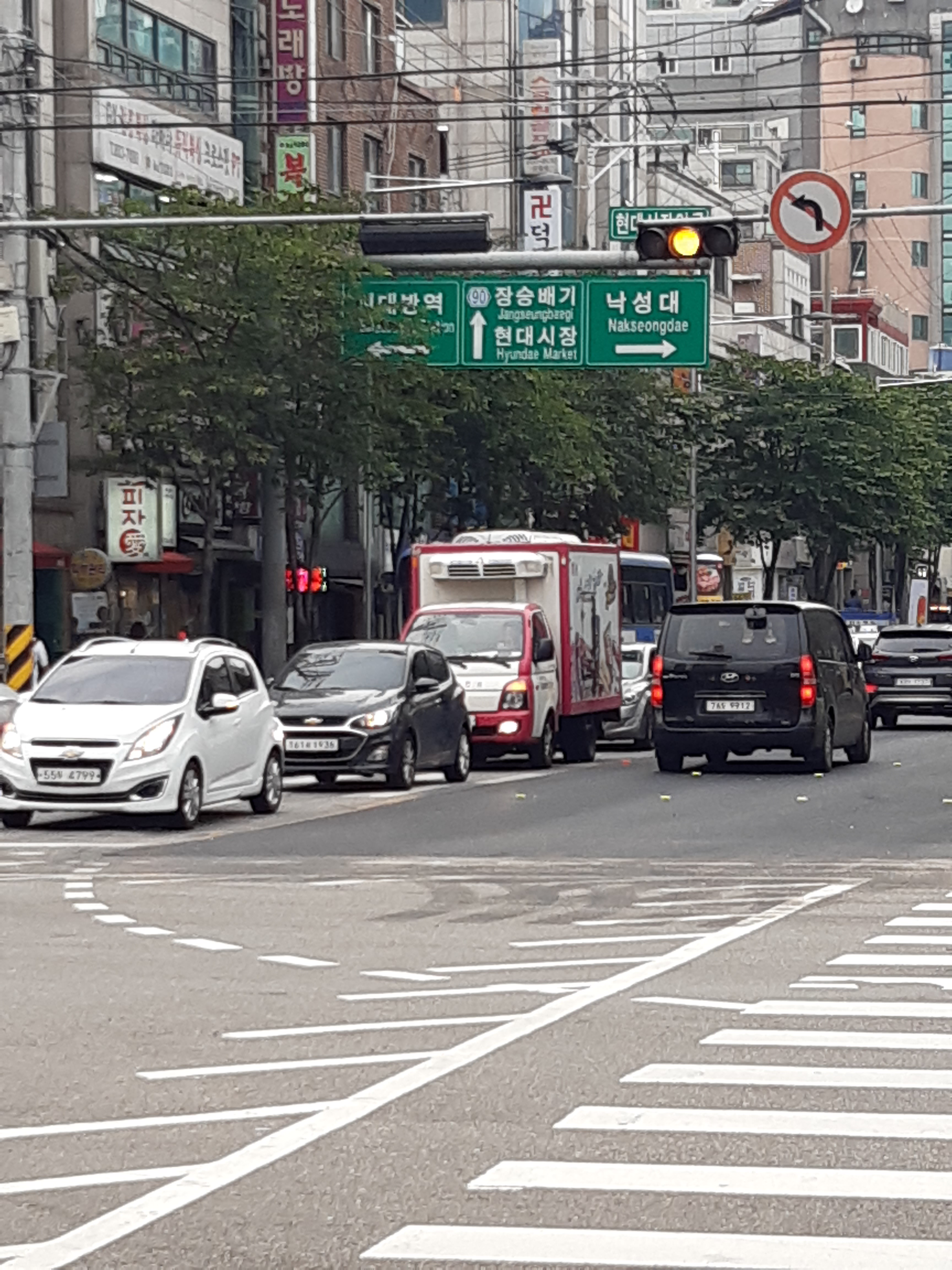
현대시장사거리 부근

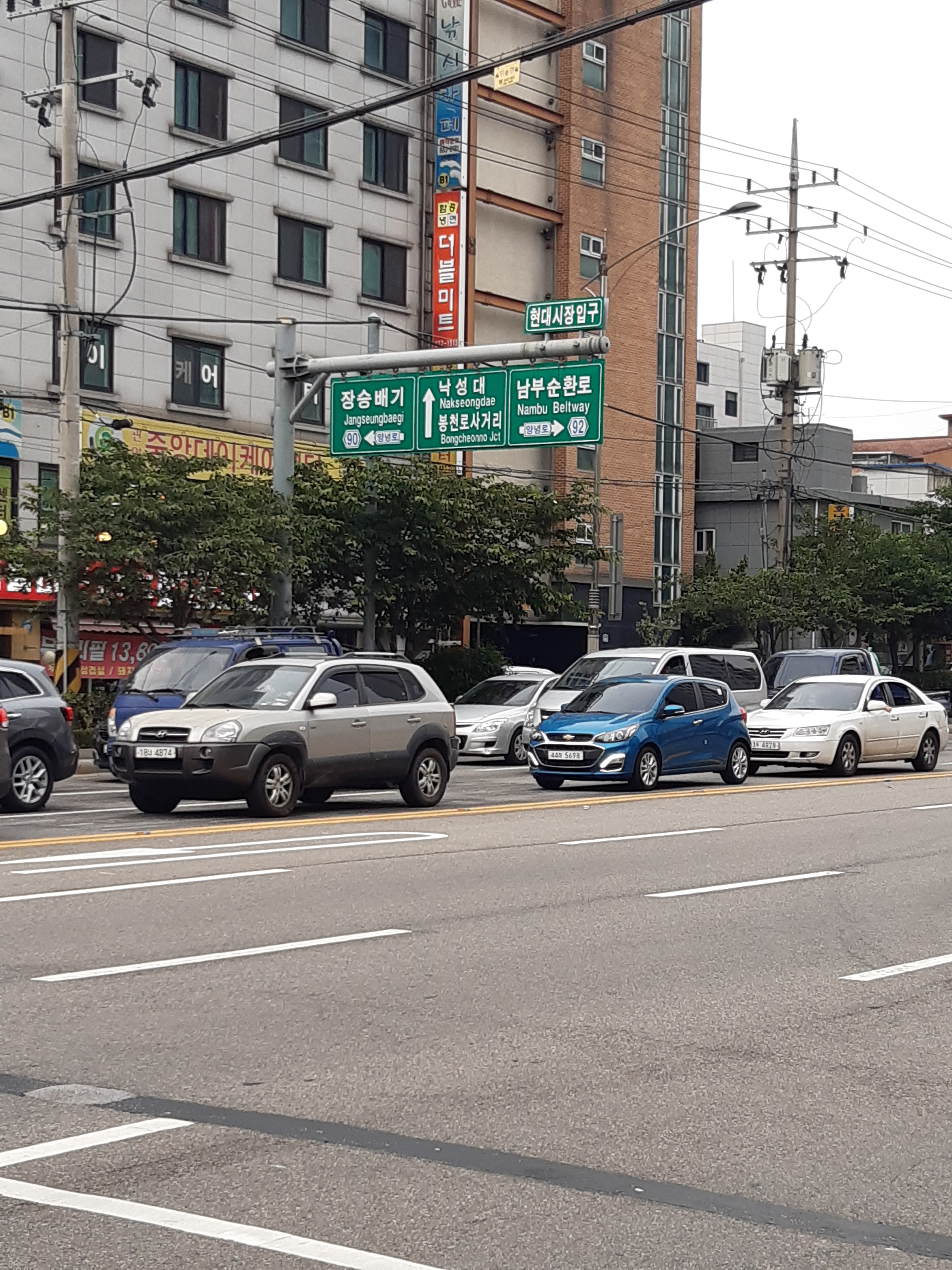
현대시장사거리 부근

- 현대시장입구교차로 ~ 현대시장사거리 ~ 구암초등학교 ~ 국사봉터널 ~ 서울신상도초등학교삼거리(장승배기로)  ~ 상도역(상도로) ~ 신상도지하터널 ~ 상도터널 ~ 노들역(노량진로) ~ 한강대교남단 교차로

## 연결 도로
이 도로는 서울 지하철 7호선 상도역을 관통하고 있다.